# トルベジーノ
トルベジーノ
- 競走馬[1]
- プロレス技。本項で述べる。

トルベジーノは、プロレス技。

## 概要
吉野正人の得意技であり、人工衛星ヘッドシザーズの体勢で飛びつき相手の首に足をかけて旋回し、その回転中にジャンピング・アームブリーカーの形で叩きつける。空中で脇固めの様な状態になってマットに肩から腕のあたりを叩きつける技。
主にソル・ナシエンテやライトニング・スパイラル、横十字固め(トルベジーノ十字固め) に繋ぐ布石として使われる。

## 主な使用者
- 吉野正人
- 吉岡世起
- JACKY"FUNKY"KAMEI